# Lauri Aus
Lauri Aus, nacido el 4 de noviembre de 1970 en Tartu y fallecido el 20 de julio de 2003, fue un ciclista estonio.

## Biografía
Debutó como profesional en 1995 con el equipo francés Mutuelle de Seine-et-Marne. Debido a sus cuatro victorias en 1996, fichó junto con su compatriota Jaan Kirsipuu por el equipo Casino al año siguiente. Estaría hasta su muerte en el equipo de Vincent Lavenu, que pasó a llamarse AG2R Prévoyance en 2000. Gracias a su talento como esprínter, ganó el Tour de Limousin, el Tour de Poitou-Charentes y el Gran Premio de Isbergues. En 1999 fue quinto en la Milán-San Remo.
En julio de 2003, mientras que sus compañeros de equipo disputaban el Tour de Francia, fue atropellado por un camión en sus rutas de entrenamiento por Estonia y murió camino al hospital por las heridas sufridas. La policía determinó que el chófer del camión tenía una tasa de alcohol en sangre de 2,43. 
Desde 2004, se celebra un memorial el 20 de julio cada año en Tartu, su ciudad natal.

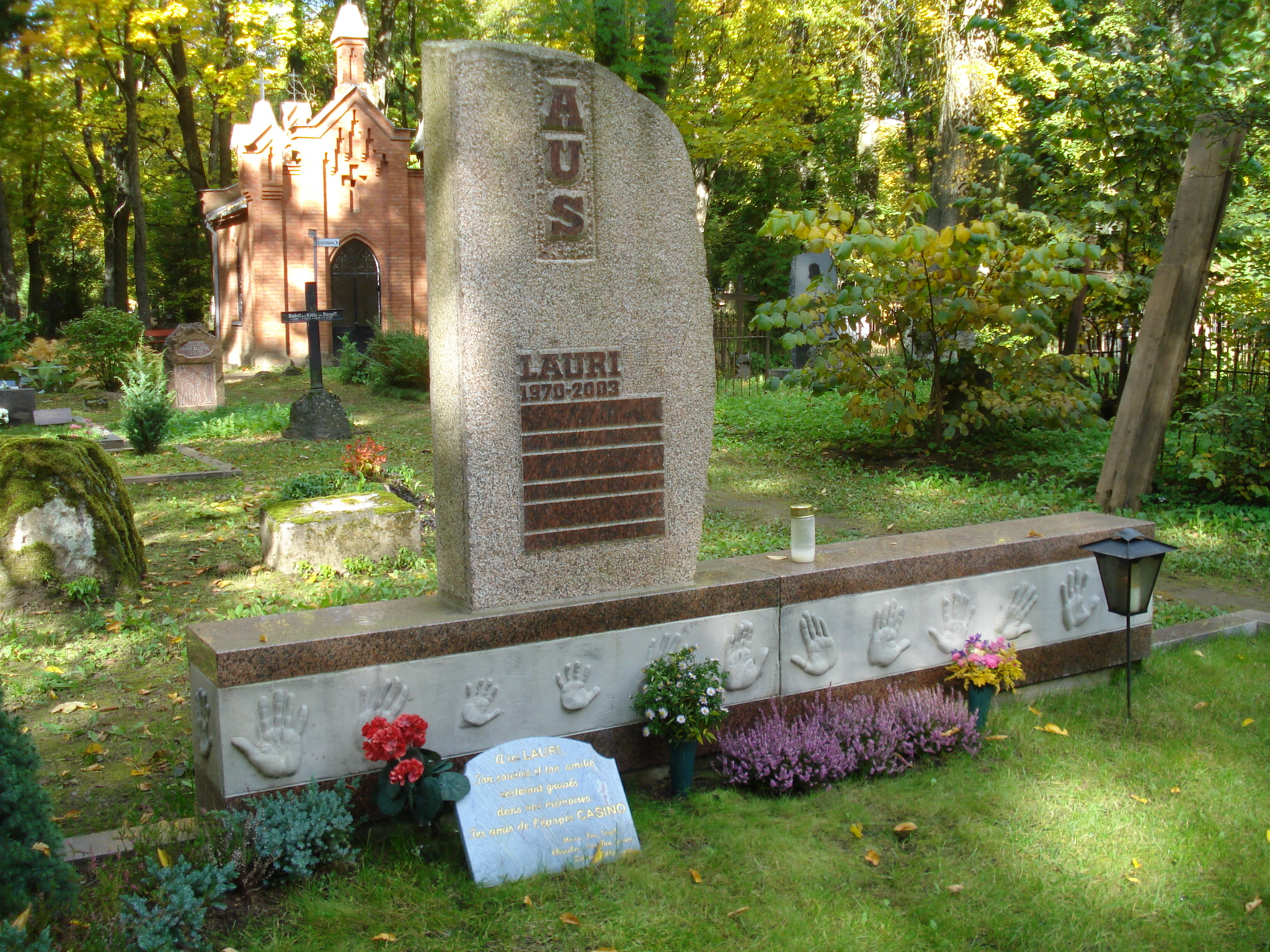
Lauri Aus se encuentra enterrado en el Cementerio de Raadi en Tartu.

## Palmarés

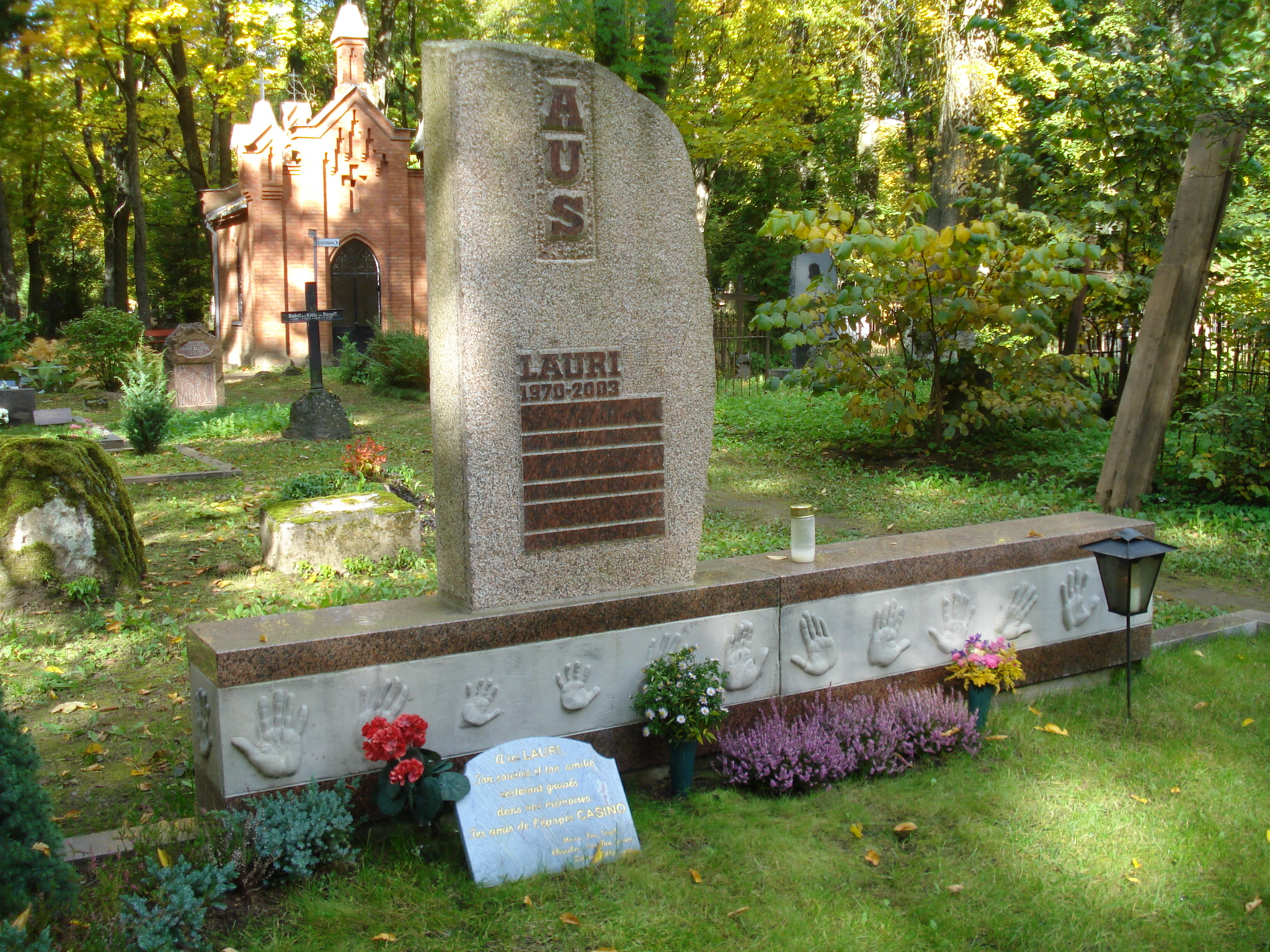
Su tumba en el cementerio de Tartu.

| 1996 - 2 etapas del Tour de Poitou-Charentes - 2 etapas del Tour de Bretaña 1997 - Tour de Limousin, más 1 etapa - 1 etapa del Tour de Polonia 1998 - Clásica Haribo - Tour de Poitou-Charentes, más 1 etapa - 1 etapa del Tour de l'Oise - 3º en el Campeonato de Estonia de ciclismo en ruta - 2º en el Campeonato de Estonia de ciclismo contrarreloj | 1999 - Gran Premio de Isbergues 2000 - Campeonato de Estonia de ciclismo en ruta - Campeonato de Estonia de ciclismo contrarreloj 2001 - 1 etapa del Tour de Poitou-Charentes 2003 - 2º en el Campeonato de Estonia de ciclismo en ruta - 2º en el Campeonato de Estonia de ciclismo contrarreloj |

## Resultados en las grandes vueltas

### Tour de Francia
- 1997: 124.º
- 2000: abandonó

### Vuelta a España
- 1998: abandonó
- 2002: abandonó